# Penitenciaría de los Estados Unidos, Terre Haute

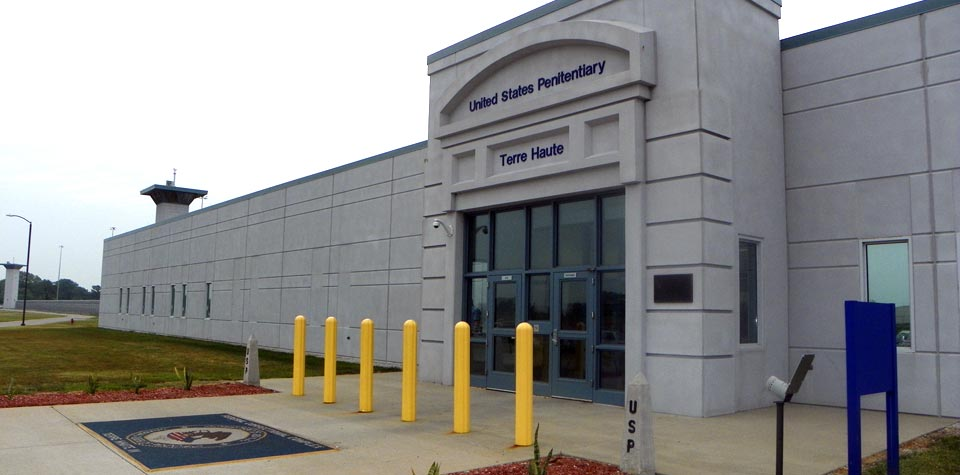
Penitenciaría de los Estados Unidos, Terre Haute

Penitenciaría de los Estados Unidos, Terre Haute (United States Penitentiary, Terre Haute o USP Terre Haute) es una prisión federal en Terre Haute, Indiana, Estados Unidos. Como parte de la Agencia Federal de Prisiones (BOP por sus siglas en inglés), tiene el corredor de la muerte federal para hombres y la cámara de ejecución federal.
Es una parte del Complejo Correccional Federal de Terre Haute que también se incluye la Institución Federal Correccional Terre Haute (Federal Correctional Institution Terre Haute).